# Società Sportiva Lazio (femenino)
La Società Sportiva Lazio Calcio Femminile, conocido como Lazio CF o simplemente Lazio, es un club de fútbol femenino italiano con sede en la ciudad de Roma, en Lacio. Fue fundada en 1969 y desde 1974 es una sección de la Polisportiva S.S. Lazio. Viste de celeste y blanco, y actualmente compite en la Eccellenza (cuarta división femenina). Juega de local en el campo "Filiberto De Franceschi" de Nettuno.

## Historia
El equipo nació en 1969, cuando seis futbolistas y el entrenador Ottavio Acconito se escindieron del A.C.F. Lazio 2000. Bruno Valbonesi y Guido Manetti fundaron así el A.S.C.F. Olimpic Lazio. En 1974 entró a formar parte de la Polisportiva S.S. Lazio, asumiendo el nombre actual de S.S. Lazio Calcio Femminile en 1985.
A lo largo de 37 años consecutivos en la Serie A, el Lazio tuvo tres breves etapas de gloria: entre 1977 y 1980 ganó 2 Ligas y 1 Copa; entre 1985 y 1988 otras 2 Ligas y 1 Copa, y entre 1999 y 2003 1 Ligas y 2 Copas más.
En 2005, dos años después de jugar la Liga de Campeones, descendió a la Serie A2 (2ª división de ese entonces), y llegó a caer a la Serie B (3ª). Pero en 2009 regresó a la Serie A. En 2013 volvió a descender, y además tuvo que renunciar a la A2 en 2013 al haber entrado en números rojos.
Pese a la crisis de los últimos años, el Lazio sigue siendo con 5 ligas el segundo equipo femenino más laureado del campeonato junto al Verona, tras el Torres.
Este club nunca ha sido la sección femenina de la Società Sportiva Lazio. En 2015, gracias a la posibilidad que la Federación Italiana de Fútbol ofreció a clubes profesionales masculinos de adquirir equipos aficionados femeninos, la S. S. Lazio adquirió sus derechos deportivos y fundó la Società Sportiva Lazio Women 2015. La Società Sportiva Lazio Calcio Femminile reinició desde los torneos inferiores.

## Exjugadoras internacionales
- Rita Guarino, Chiara Marchitelli, Carolina Morace, Patrizia Panico, Maria Sorvillo, Tatiana Zorri
- Clara Couto
- Florentina Spanu
- Susanne Augustesen
- Anne O'Brien
- Concepción Sánchez Freire, Julia Olmos

## Títulos (12)
- 5 Ligas italianas: 1979, 1980, 1987, 1988, 2002
- 4 Copas italianas: 1977, 1985, 1999, 2003
- 1 Italy Women's Cup: 2003
- 2 Serie B: 2020-2021,  2023-2024

## Resultados en la Liga de Campeones
- 2003: FP: 5-0 M. Haifa, 1-1 Toulouse, 5-2 Femina